# Lipany
Lipany (în germană Siebenlinden, în maghiară Héthárs) este un oraș din Slovacia cu 6.013 locuitori.

## Demografie
| An:                | 1994 | 2004   | 2014   | 2024   |
| ------------------ | ---- | ------ | ------ | ------ |
| Număr de persoane: | 5800 | 6302   | 6422   | 6450   |
| Diferență:         |      | +8,65% | +1,90% | +0,43% |

| An:                | 2023 | 2024   |
| ------------------ | ---- | ------ |
| Număr de persoane: | 6451 | 6450   |
| Diferență:         |      | −0,01% |